# 联合国广场 (旧金山)
联合国广场（United Nations Plaza，缩写为UN Plaza、UNP）是美国旧金山的一个广场，市政中心的一部分，占地2.6-英畝（1.1-公頃），沿着原富尔顿街，周边是市场街、海德街、麦卡利斯特街。它位于旧金山市政厅以东1⁄4 mi（0.40 km），经Fulton Mall连接另一个公共开放空间, 市政中心广场（Civic Center Plaza），靠近BART和旧金山轻轨站。
联合国广场于1975年揭幕，以纪念1945年6月26日联合国宪章，标志联合国成立。它是由著名建筑师John Carl Warnecke、Mario Ciampi和Lawrence Halprin设计。联合国广场在1995年和2005年进行了升级。

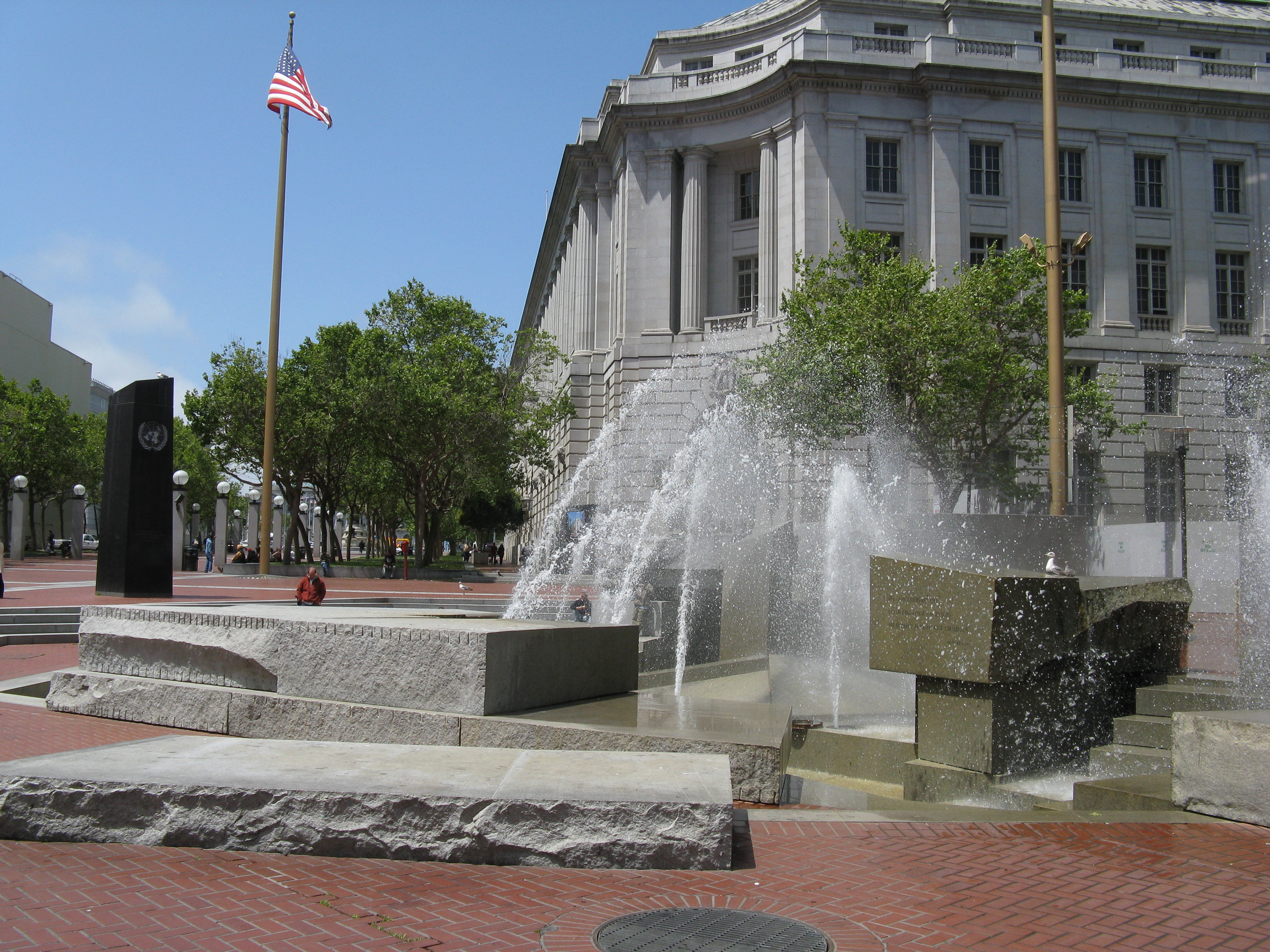
喷泉

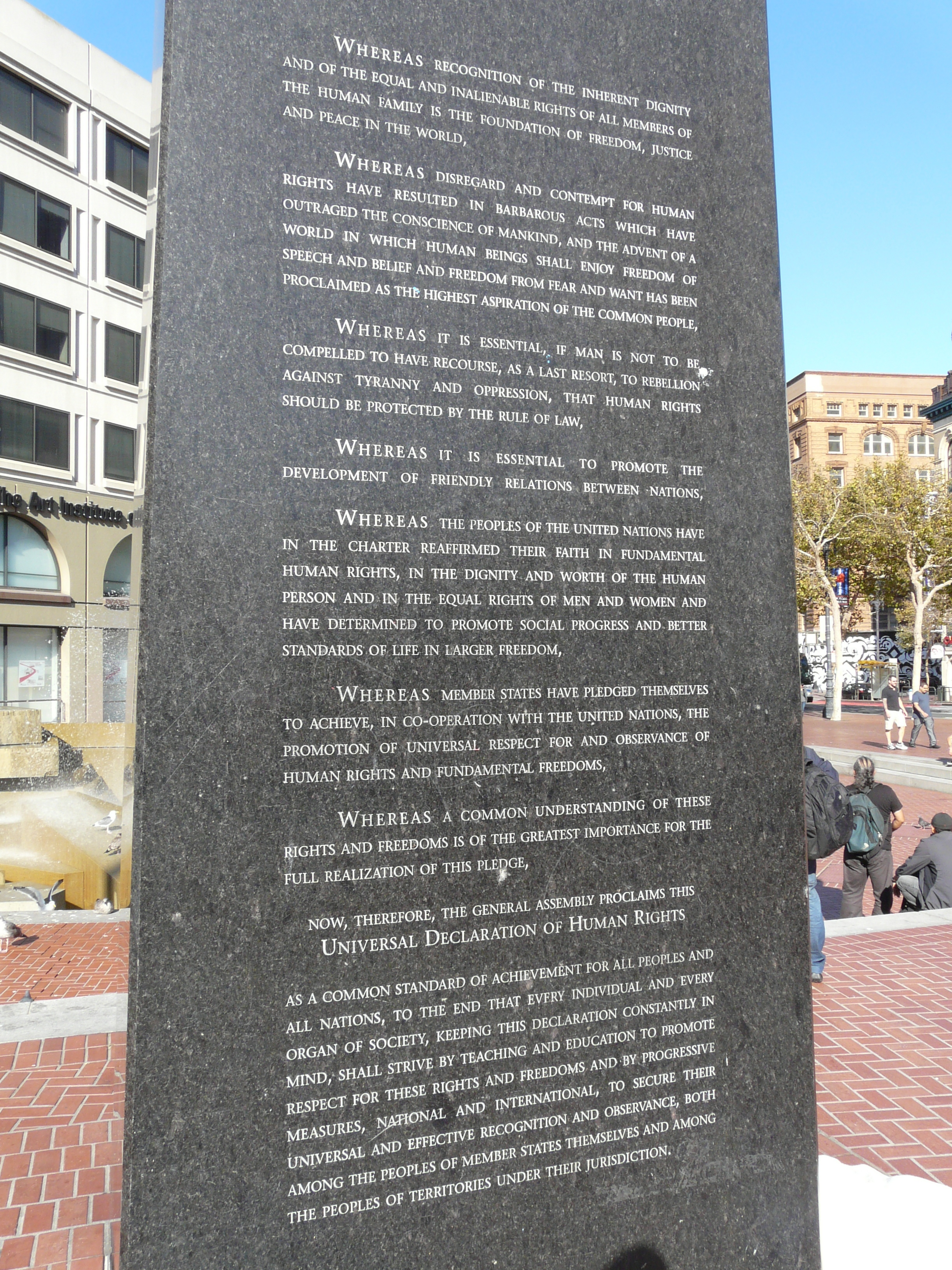
Obelisk

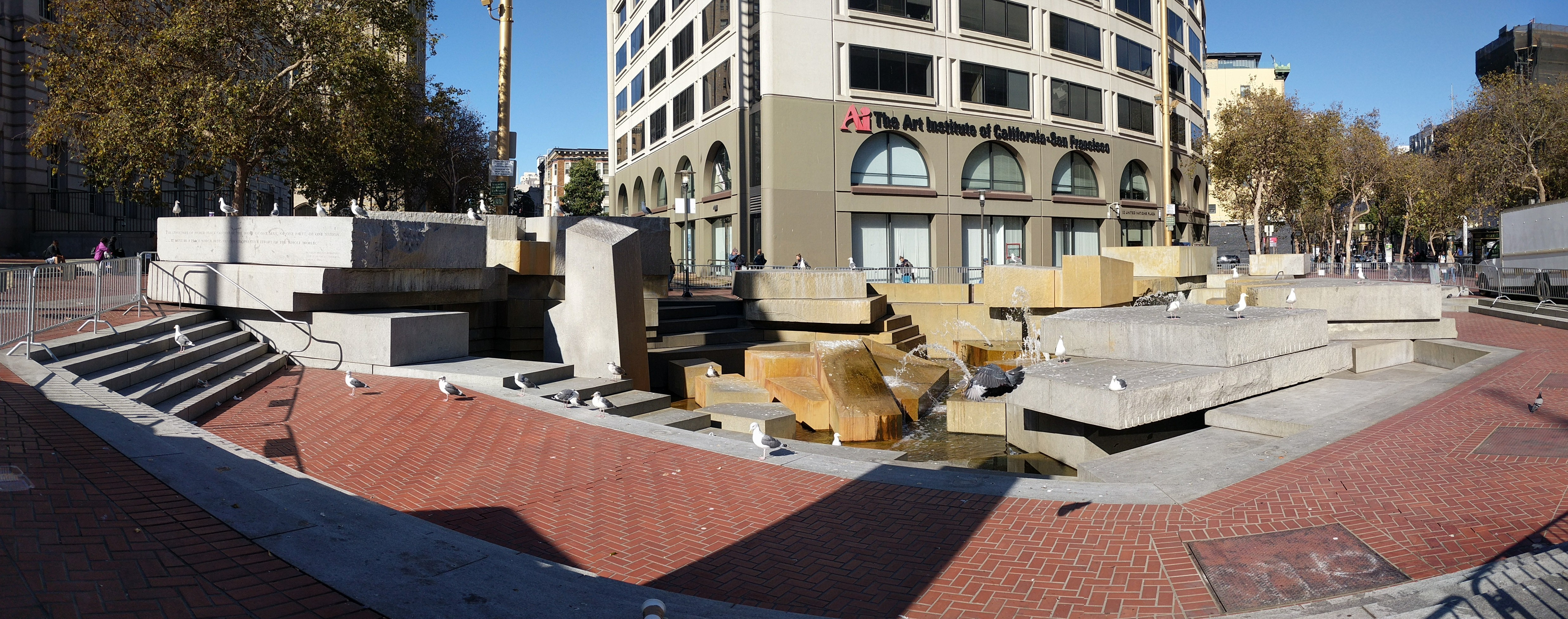
喷泉全景